# نتيف عشرة
نتيف عشرة أو نتيف العشرة (بالعبرية:  נְתִיב הָעֲשָׂרָה) أو نتيف هاسارا هي مستوطنة إسرائيلية تقع في جنوب إسرائيل وتحديدا في شمال غرب النقب، على الحدود الشمالية مع قطاع غزة، وهي من ضمن اختصاص المجلس الإقليمي حوف عسقلان ‏. بلغ عدد سكانها حسب الإحصاء العام لعام 2021 نحو 900 نسمة.

## تاريخ
تأسست المستوطنة في عام 1982 من قبل 70 عائلة كانت من سكان مستوطنة نتيف عشرة الإسرائيلية السابقة في شبه جزيرة سيناء، والتي أخليت نتيجة لاتفاقيات كامب ديفيد. سُميت هذه المستوطنة باسم نتيف عشرة نسبة لعشرة جنود قتلوا في حادث طائرة هليكوبتر جنوب رفح عام 1971، بينما كان اسم المستوطنة في البداية منيان وهو هو حق النصاب المكون من عشرة رجال يهود بالغين المطلوب لإقامة الواجبات الدينية، خصوصا صلاة اليهود.
بعد خطة فك الارتباط الإسرائيلي عن غزة عام 2005، أصبحت نتيف عشرة أقرب مستوطنة إسرائيلية إلى قطاع غزة، وتقع على بعد 400 متر من أطراف بلدة بيت لاهيا الفلسطينية. في الطرف الجنوبي من القرية، حُول موقف للسيارات إلى قاعدة للجيش الإسرائيلي ونُشرت الدبابات. أقيم سياج كهربائي لوقف محاولات التسلل من غزة، وبنيت ثلاثة جدران خرسانية ضد القناصة الفلسطينيين المحتملين.
كانت مستوطنة نتيف عشرة هدفا لصواريخ كتائب القسام وخاصة صواريخ الكاتيوشا وقذائف الهاون. أرسلت لجان المقاومة الشعبية في عام 2007 مقاتلين للتسلل لداخل المستوطنة الإسرائيلية، لكن جيش الاحتلال قتلهما. تعرضت البلدة لاقتحام كبير خلال عملية طوفان الأقصى يوم 7 أكتوبر 2023، كجزء من الصراع المستمر بين غزة وإسرائيل.

## السياحة
في العقد الأول من القرن الحادي والعشرين، أصبحت مستوطنة نتيف عشرة المقامة على أراض فلسطينية منطقة جذب سياحي ذات شعبية متزايدة بين الزوار الأجانب المنجذبين إلى مجتمع تستمر فيه الحياة العادية على الرغم من التهديد المستمر بالهجمات الصاروخية من قطاع غزة المجاورة. منصة المراقبة التي صممها المهندس المعماري تسفي باسترناك والتي افتتحت في ربيع عام 2018 مكنت الزوار من رؤية مدينة غزة إلى الجنوب وعسقلان إلى الشمال. يقع مشروع فن فسيفساء جدار الطريق إلى السلام والمركز التعليمي على الحدود بين غزة وإسرائيل في نتيف عشرة.